# Міжнародний фестиваль документального кіно «Їглава»
Міжнародний фестиваль документального кіно «Їглава» — один з найбільших фестивалів свого типу у Центральній та Східній Європі.

## Гості
За останній кілька років в дискусіях до фільмів під час проведення фестивалю взяли участь наступні гості: письменники Тарік Алі, Карлос А. Агілера, Наталія Горбаневська та лауреат Нобелівської премії Гао Синцзянь, режисери Мадс Брюггер, Сандип Рей, Базиліо Мартін Патина, Віктор Коосаковський, Йорген Рот, Сергій Лозниця, Наомі Кавасе, Мануель де Олівейра, Фредерік Уайзман, Ульріх Зайдль, Вуді Васулка, Мілан Княжко, Річард Лікок, Майк Хулбум, Жан-П'єр Горан, Герц Франк, Фернандо Соланас та ін. Серед теоретиків кіно у різні роки на фестивалі побували П. Адамс Сітні, Білл Ніколс, Гі Готьє та Франсуа Йост.
Голландський історик кіно Томас Елсаессер, який спеціалізується на кінофестивалях, охарактеризував Їглавау як «одне з найоригінальніших свят, яке я коли-небудь відвідував», а португальський режисер Мануель де Олівейра оголосив його «Меккою документального фільму».

## Програма
Програма фестивалю заснована на чотирьох конкурсах: Opus Bonum — нагорода світовим документальним фільмам за інноваційні теми та фільмову мову, Between the Sea — презентація видатних фільмів з країн Центральної та Східної Європи, Czech Joy — новинки чеської документалістики та Fascinations — де зібрано нові форми документального фільму; експериментальна документалістика. Translucent Beings — ретроспектива видатних режисерів.

## Діяльність впродовж року
- У співпраці з Міжнародним фестивалем у Карлових Варах МФДК «Їглава» також організовує панель «Docu таланти зі Сходу спів організований» з інститутом документального кіно (IDF). На панелі презентують майбутні документальні фільми зі Східної Європи.

До іншої діяльності фестивалю належить видання професійної літератури та критичного додатку Dok.revue та його он-лайн версії, організація інших культурних, соціальних та освітніх заходів.

## Інші проєкти фестивалю
- У 2004 році фестиваль заснував і співорганізував ринок East Silver у співпраці з IDF.
- З 2005 по 2009, МФДК Їглава є співорганізатором панелі Майбутні чеських документальних фільмів.
- З 2007 МФДК Їглава бере участь у трансформації традиційного фестивалю науково-популярних фільму Academia Film Olomouc.
- МФДК Їглава є співзасновником Doc Alliance — союзу європейських фестивалів документального кіно, і є її членом з 2008 року.